# Another Phase
Another Phase è il primo album in studio della cantante norvegese Maria Mena, pubblicato nel 2002.

## Tracce
1. Free – 4:00
2. Blame It on Me – 3:26
3. My Lullaby – 2:45
4. Sleep to Dream – 3:38
5. Monday Morning – 4:05
6. Pale People – 4:38
7. They Smoke a Lot – 1:45
8. Crowded Train – 3:50
9. Bye Bye – 3:52
10. Ugly – 3:36
11. Those Who Caved In – 3:55
12. Better Than Nothing – 3:40
13. When It Rains – 2:39